# Kiss Kiss Bang Bang
Kiss Kiss Bang Bang is een film uit 2005 van regisseur Shane Black. Het is de debuutfilm van de regisseur, die eerder de scenario's schreef voor de Lethal Weapon-reeks. De hoofdrollen worden vertolkt door Robert Downey jr., Michelle Monaghan en Val Kilmer. De film ging in première op het filmfestival van Cannes.

## Verhaal
Harry Lockhart groeide op met Harmony, een mooi meisje uit zijn buurt. Later loopt hij haar in Hollywood toevallig tegen het lijf. Hij doet zich voor als een detective, hetgeen hij niet is. Harry is een beginnende acteur die lessen volgt bij Gay Perry, een echte detective. Wanneer Perry en Harry op een nacht in het bos de ooggetuigen van een moord worden, raken ze in de problemen. Er blijkt een verband te bestaan tussen de verdwijning van Harmony's zus en de moord in het bos. Terwijl Perry de problemen van zich probeert af te schudden, werkt Harry zich er steeds dieper in. Uiteindelijk proberen de echte daders om Harry voor de moord te laten opdraaien. Met de hulp van Perry en Harmony lukt het hem om de daders te ontmaskeren en uit te schakelen, al kostte dat wel bijna het leven van Perry.

## Rolverdeling
- Robert Downey jr. - Harry Lockhart
- Michelle Monaghan - Harmony Faith Lane
- Val Kilmer - Gay Perry
- Corbin Bernsen - Harlan Dexter
- Larry Miller - Dabney Shaw
- Dash Mihok - Mr. Frying Pan
- Rockmond Dunbar - Mr. Fire

## Trivia
- Robert Downey jr. was tijdens de opnames bezig met afkicken van zijn drugs- en alcoholverslaving. Val Kilmer toonde zijn respect door op de set ook nooit een druppel alcohol aan te raken. Door het succes van de film werd dit dan ook beschouwd als de comeback van Downey Jr..
- Het personage van Val Kilmer is een homo. Om zich in te leven in zijn rol, gedroeg hij zich ook naast de set als een homo, tot grote ergernis van zijn zoon.
- Val Kilmer was heel wat kilo's aangekomen voor zijn rol in Alexander van Oliver Stone. Hij moest dus in geen tijd weer heel wat kilo's verliezen voor zijn rol in Kiss Kiss Bang Bang.
- De titel van de film is een verwijzing naar het kinderboek Chitty Chitty Bang Bang van James Bondschrijver Ian Fleming. James Bond wordt soms ook Mister Kiss Kiss Bang Bang genoemd.
- Johnny Knoxville werd overwogen voor de hoofdrol in deze film, net als Hugh Grant en Benicio Del Toro.
- De film doorbreekt meermaals de vierde wand en is een vorm van metafictie.
- Omdat het verhaal zich in en rond de filmindustrie afspeelt, bevat de film heel wat verwijzingen naar andere films. Voorbeelden zijn Sunset Blvd. (1950), The Exorcist (1973), RoboCop (1987) en The Hunt for Red October (1990).